# Орион-1 (РИТЭГ)

## Орион-1
Орион-1 — радиоизотопный термоэлектрический генератор (РИТЭГ), разработанный в СССР для использования на космических аппаратах.

### Характеристики
- Электрическая мощность: 20 Вт
- Вес: 14,8 кг
- Расчетный ресурс: 4 месяца
- Радиоактивный изотоп: полоний-210
- Электрическая / тепловая мощность, Вт

### История
"Орион-1" стал первым РИТЭГ, размещенным на борту космического аппарата. Он был впервые использован в сентябре 1965 года на спутниках "Космос-84" и "Космос-90".

### Принцип работы
Генератор использовал тепло, выделяющееся при радиоактивном распаде полония-210, для производства электроэнергии.

### Безопасность
Ампулы РИТЭГ, содержащие полоний-210, были сконструированы с учетом принципа гарантированного сохранения целостности и герметичности при любых авариях. Эффективность этого подхода была подтверждена во время аварий ракет-носителей в 1969 году, когда топливный блок с 25000 кюри полония-210 остался герметичным, несмотря на полное разрушение объектов.

### Применение
Хотя "Орион-1" показал хорошие результаты во время миссий, он не получил широкого распространения в космической технике. Тем не менее, РИТЭГи продолжают использоваться в некоторых миссиях и проектах, где солнечные батареи менее эффективны.